# Sainte-Croix-du-Verdon
Pour les articles homonymes, voir Sainte-Croix.
Sainte-Croix-du-Verdon est une commune française située dans le département des Alpes-de-Haute-Provence, en région Provence-Alpes-Côte d'Azur.

## Géographie

### Localisation
Les communes limitrophes de Sainte-Croix-du-Verdon sont Roumoules, Moustiers-Sainte-Marie, Les Salles-sur-Verdon, Bauduen, Baudinard-sur-Verdon et Montagnac-Montpezat.
La géographie du lieu est marquée par le vaste lac de Sainte-Croix (2 200 ha), que le village domine à 513 m d'altitude. L’entrée des gorges de Baudinard est située sur la commune.
Le village était situé dans la plaine, avant de se déplacer sur un site en hauteur au XVIe siècle. Il se trouve actuellement au bord du lac de Sainte-Croix, l’ancien site ayant été noyé.

### Communes limitrophes
Les communes limitrophes sont  Baudinard-sur-Verdon, Bauduen, Les Salles-sur-Verdon, Montagnac-Montpezat, Moustiers-Sainte-Marie et Roumoules.

### Géologie et relief
La commune occupe l’extrémité est du plateau de Valensole et se situe aux portes des gorges de Baudinard.

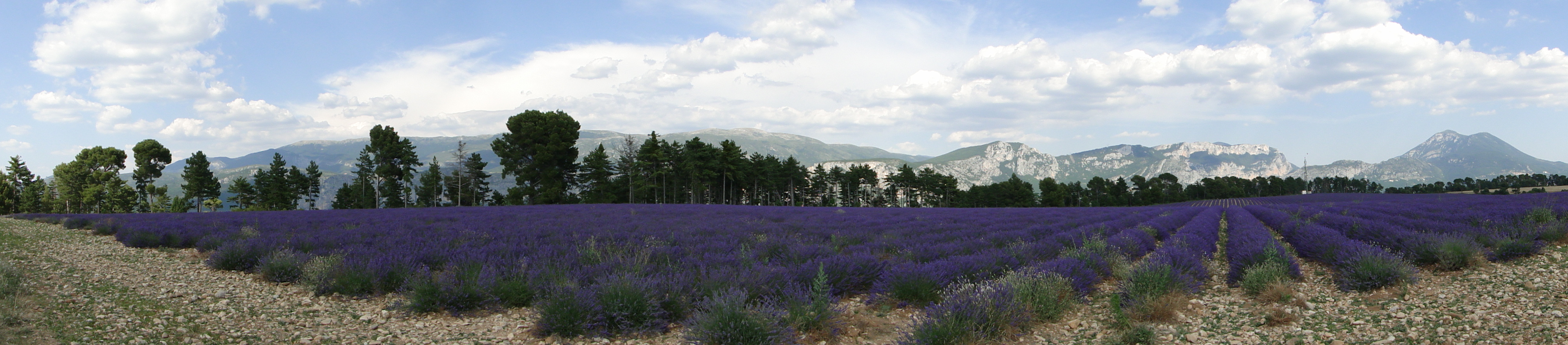
Vue panoramique.

### Hydrographie

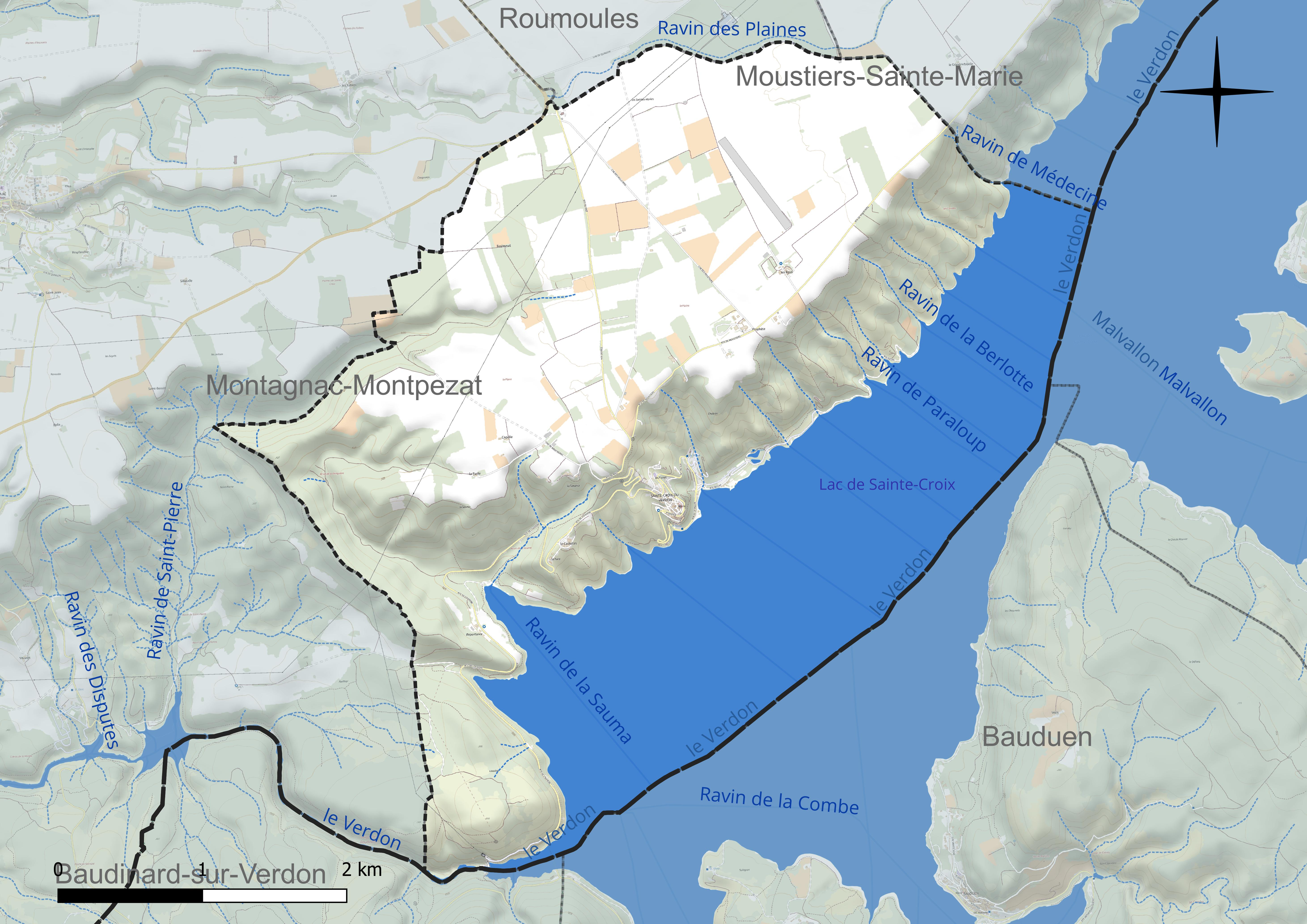
Carte du réseau hydrographique de la commune

La commune est limitée au sud-est par le lac de Sainte-Croix, une retenue artificielle de 767 millions de m³, mise en eau par Électricité de France (EDF) en 1973, à la suite de la construction du barrage de Sainte-Croix, sur le cours du Verdon,.
- Surveillance des eaux de surface, des eaux souterraines, des eaux destinées à la consommation, pollution et prélèvements dans la commune, caractéristiques des masses d'eau affectées par la commune[6] :
  - eau superficielle : pompage dans le lac de Sainte Croix du Verdon ;
  - eau souterraine : sources Les Fures.
- Un « contrat de rivière Verdon » a été élaboré et mis en œuvre[7].

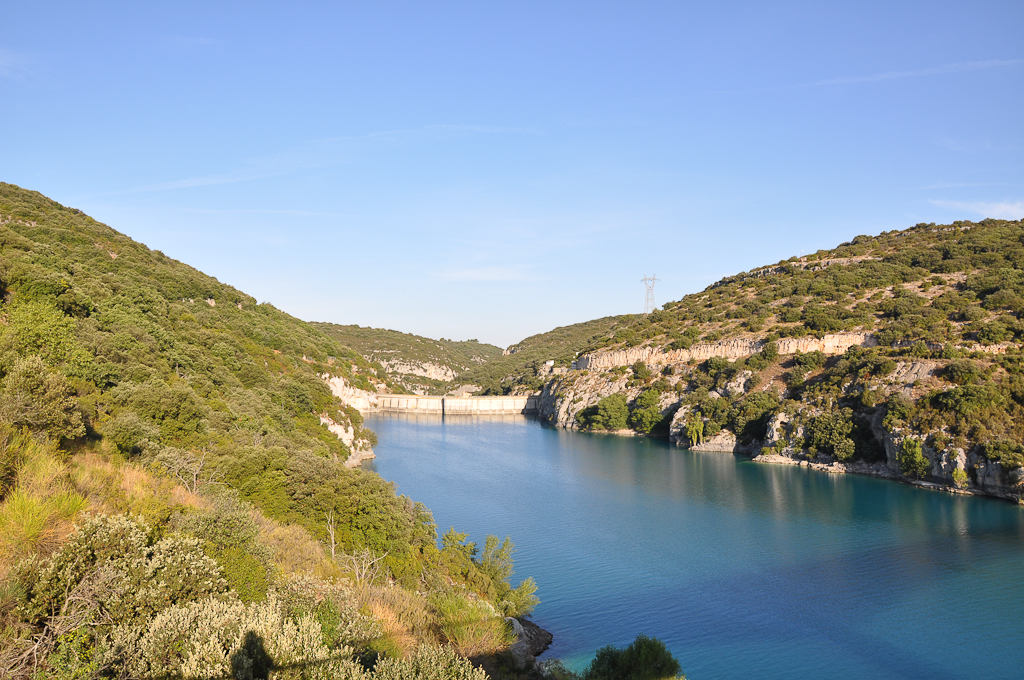
Barrage sur le Verdon.
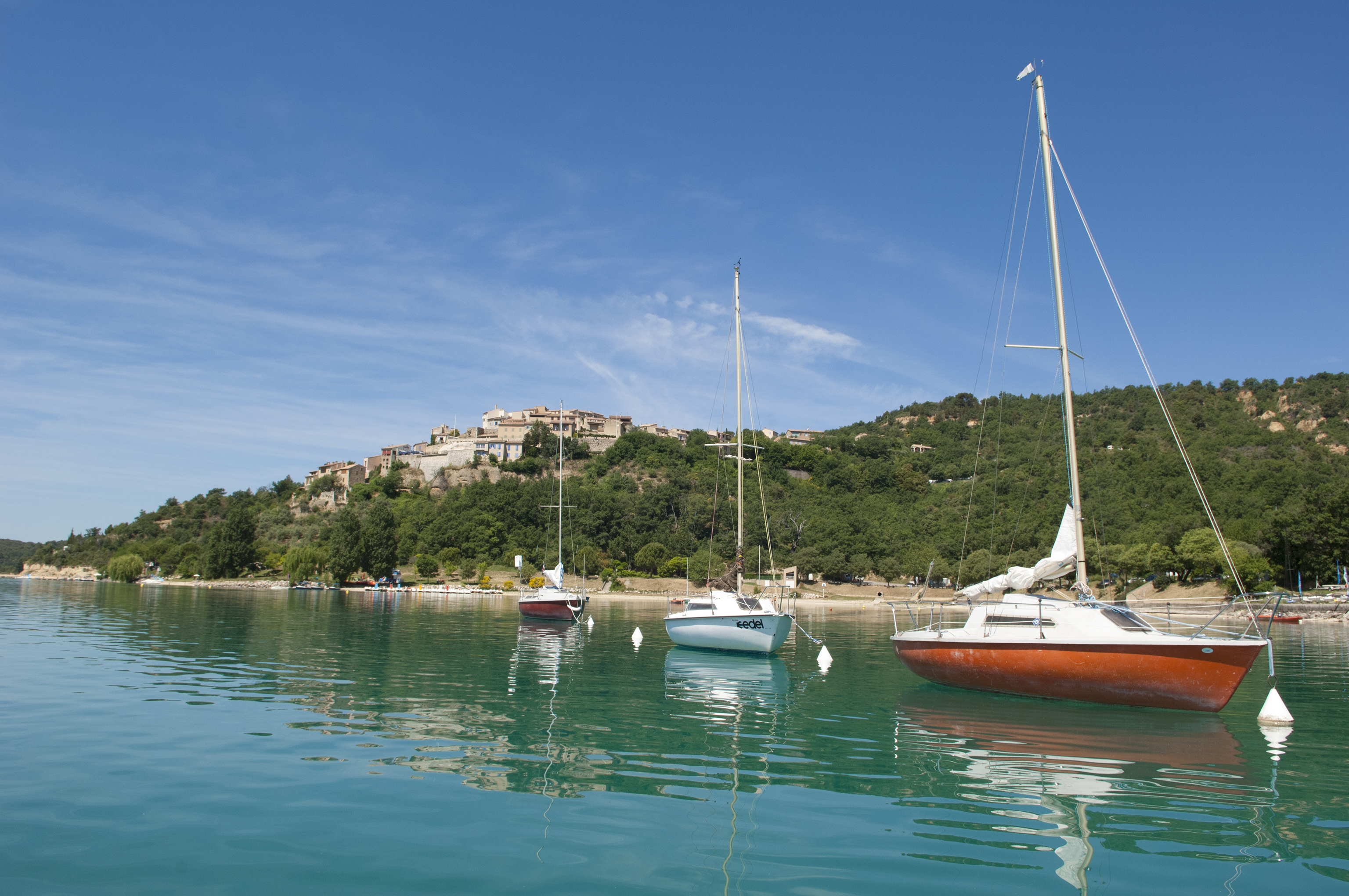
Le village de Sainte-Croix-du-Verdon depuis le lac.

### Climat
Pour des articles plus généraux, voir Climat de Provence-Alpes-Côte d'Azur et Climat des Alpes-de-Haute-Provence.
En 2010, le climat de la commune est de type climat méditerranéen altéré, selon une étude du Centre national de la recherche scientifique s'appuyant sur une série de données couvrant la période 1971-2000. En 2020, Météo-France publie une typologie des climats de la France métropolitaine dans laquelle la commune est dans une zone de transition entre le climat de montagne et le climat méditerranéen et est dans la région climatique Provence, Languedoc-Roussillon, caractérisée par une pluviométrie faible en été, un très bon ensoleillement (2 600 h/an), un été chaud (21,5 °C), un air très sec en été, sec en toutes saisons, des vents forts (fréquence de 40 à 50 % de vents > 5 m/s) et peu de brouillards.
Pour la période 1971-2000, la température annuelle moyenne est de 12,2 °C, avec une amplitude thermique annuelle de 16,7 °C. Le cumul annuel moyen de précipitations est de 809 mm, avec 6,4 jours de précipitations en janvier et 3,4 jours en juillet. Pour la période 1991-2020, la température moyenne annuelle observée sur la station météorologique de Météo-France la plus proche, « Aiguines_sapc », sur la commune des Aiguines à 8 km à vol d'oiseau, est de 13,6 °C et le cumul annuel moyen de précipitations est de 805,6 mm. 
La température maximale relevée sur cette station est de 42,3 °C, atteinte le 28 juin 2019 ; la température minimale est de −12,2 °C, atteinte le 7 février 2012,,.
Les paramètres climatiques de la commune ont été estimés pour le milieu du siècle (2041-2070) selon différents scénarios d'émission de gaz à effet de serre à partir des nouvelles projections climatiques de référence DRIAS-2020. Ils sont consultables sur un site dédié publié par Météo-France en novembre 2022.

## Urbanisme

### Typologie
Au 1er janvier 2024, Sainte-Croix-du-Verdon est catégorisée commune rurale à habitat dispersé, selon la nouvelle grille communale de densité à 7 niveaux définie par l'Insee en 2022.
Elle est située hors unité urbaine et hors attraction des villes,.
La commune, bordée par un plan d’eau intérieur d’une superficie supérieure à 1 000 hectares, le lac de Sainte croix, est également une commune littorale au sens de la loi du 3 janvier 1986, dite loi littoral. Des dispositions spécifiques d’urbanisme s’y appliquent dès lors afin de préserver les espaces naturels, les sites, les paysages et l’équilibre écologique du littoral, tel le principe d'inconstructibilité, en dehors des espaces urbanisés, sur la bande littorale des 100 mètres, ou plus si le plan local d’urbanisme le prévoit.

### Occupation des sols

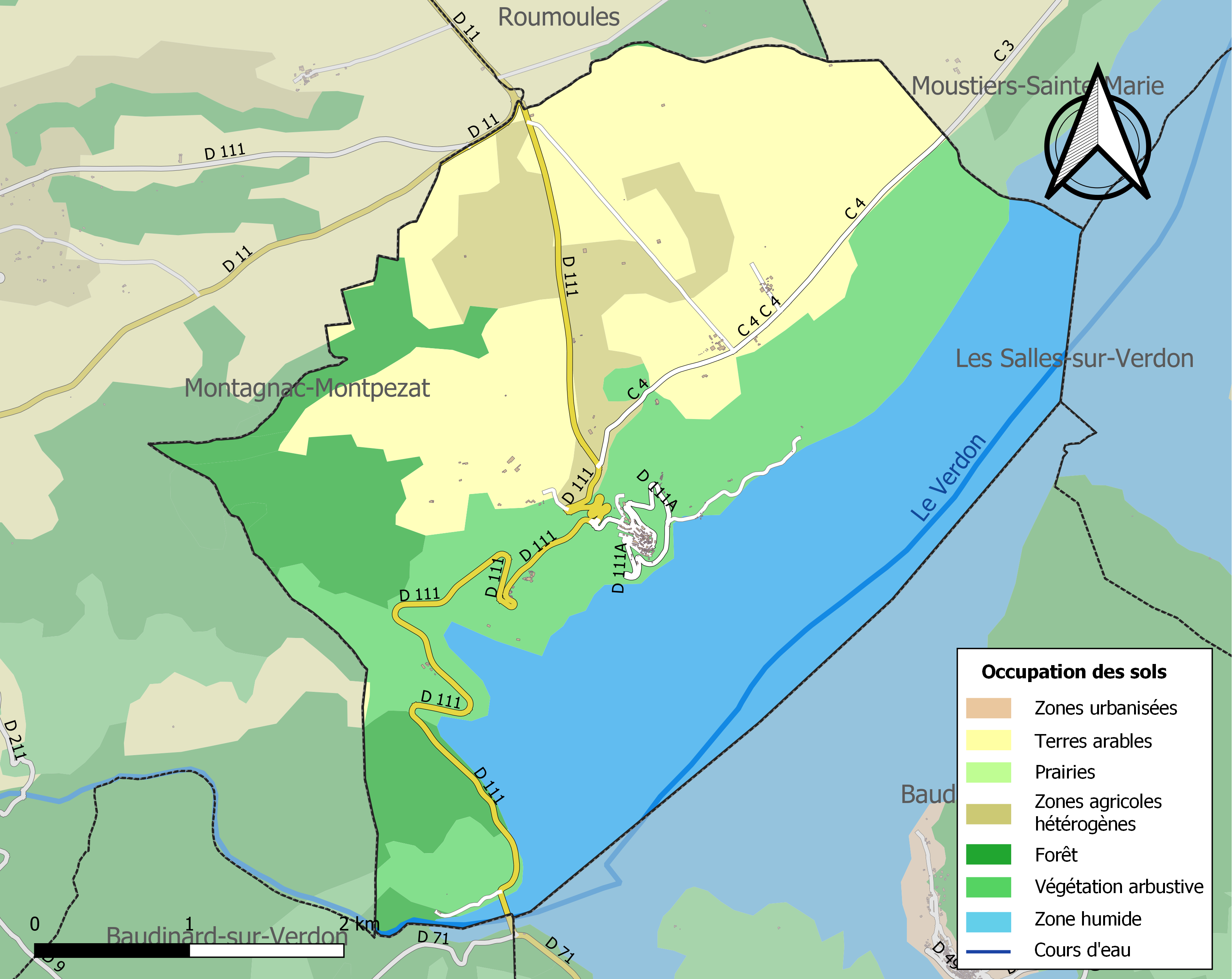
Carte de l'occupation des sols de la commune en 2018 (CLC).

L'occupation des sols de la commune, telle qu'elle ressort de la base de données européenne d’occupation biophysique des sols Corine Land Cover (CLC), est marquée par l'importance des territoires agricoles (35,1 % en 2018), une proportion identique à celle de 1990 (35,1 %). La répartition détaillée en 2018 est la suivante :
eaux continentales (32 %), terres arables (27,7 %), milieux à végétation arbustive et/ou herbacée (21,9 %), forêts (11 %), zones agricoles hétérogènes (7,4 %).
L'évolution de l’occupation des sols de la commune et de ses infrastructures peut être observée sur les différentes représentations cartographiques du territoire : la carte de Cassini (XVIIIe siècle), la carte d'état-major (1820-1866) et les cartes ou photos aériennes de l'IGN pour la période actuelle (1950 à aujourd'hui).
La commune compte 484 ha de bois et forêts.

### Habitat et logement
En 2020, le nombre total de logements dans la commune était de 304, alors qu'il était de 268 en 2015 et de 264 en 2010.
Parmi ces logements, 22 % étaient des résidences principales, 76,7 % des résidences secondaires et 1,3 % des logements vacants. Ces logements étaient pour 53,6 % d'entre eux des maisons individuelles et pour 42,8 % des appartements.
Le tableau ci-dessous présente la typologie des logements à Sainte-Croix-du-Verdon en 2020 en comparaison avec celle des Alpes-de-Haute-Provence et de la France entière. Une caractéristique marquante du parc de logements est ainsi une proportion de résidences secondaires et logements occasionnels (76,7 %) très supérieure à celle du département (30,8 %) et à celle de la France entière (9,7 %). Concernant le statut d'occupation de ces logements, 61,8 % des habitants de la commune sont propriétaires de leur logement (67,2 % en 2015), contre 59,4 % pour les Alpes-de-Haute-Provence et 57,5 pour la France entière.
| Typologie                                               | Sainte-Croix-du-Verdon | Alpes-de-Haute-Provence | France entière |
| ------------------------------------------------------- | ---------------------- | ----------------------- | -------------- |
| Résidences principales (en %)                           | 22                     | 60,9                    | 82,1           |
| Résidences secondaires et logements occasionnels (en %) | 76,7                   | 30,8                    | 9,7            |
| Logements vacants (en %)                                | 1,3                    | 8,3                     | 8,2            |

### Risques naturels et technologiques
Aucune des 200 communes du département n'est en zone de risque sismique nul. Le canton de Riez auquel appartient Sainte-Croix-du-Verdon est en zone 1b (sismicité faible) selon la classification déterministe de 1991, basée sur les séismes historiques, et en zone 4 (risque moyen) selon la classification probabiliste EC8 de 2011. La commune de Sainte-Croix-du-Verdon est également exposée à trois autres risques naturels :
- feu de forêt,
- mouvement de terrain : le secteur central de la commune est concernée par un aléa moyen à fort[24].

La commune est également exposée à deux risques de type technologique :
- risque de rupture du barrage de Castillon : Sainte-Croix-du-Verdon fait partie de la zone d’inondation spécifique en cas de rupture du barrage de Castillon[26],[27]. Si cette rupture advenait, l'onde de submersion passerait en crête au-dessus de celui de Chaudanne[28], et parcourrait les 45 kilomètres qui séparent le barrage de Castillon du pont du Galetas en un peu moins d’une heure[29]. L'onde arriverait déjà considérablement affaiblie, mais submergerait tout de même le pont du Galetas et entrerait dans la commune sept minutes après avoir passé le pont[30]. Le PPI prévoit que le barrage de Sainte-Croix contiendrait l'eau du lac de Castillon environ vingt-trois minutes, qui monterait jusqu'à la cote 500, avant de le déborder et de continuer jusqu'à Quinson[30]. À cette cote, le lac de Sainte-Croix aurait monté de vingt mètres : les eaux lècheraient les premières maisons du village, recouvrant le pont de la D 111 avant le barrage[30] ;
- l'autre risque de nature technologique est lié au transport de matières dangereuses empruntant la route départementale RD 11 qui passe en bordure de commune[31].

Aucun plan de prévention des risques naturels prévisibles (PPR) n’existe pour la commune et le Dicrim n’existe pas.

### Toponymie
Le nom du village apparaît pour la première fois en 1097 (villa Santa Crucis), d’après une église qui prétendait conserver une relique de la Vraie Croix, sous une forme occitane, qui a été francisée par la suite.
Sainte-Croix-du-Verdon portait précédemment, jusqu'au 12 septembre 2005, le nom de Sainte-Croix-de-Verdon. La commune se nomme Santa Crotz de Verdon en provençal selon la norme classique et Santo-Crous dòu Verdoun selon la norme mistralienne.

## Histoire

### Préhistoire
Le territoire de la commune est fréquenté pendant la Préhistoire, notamment deux grottes où l’on a retrouvé des outils (paléolithique à la grotte du Figuier, Âge du bronze dans la grotte du Capitole).

### Antiquité
Le village est créé sur un point de passage du Verdon, emprunté par une voie romaine. Cette voie romaine a été construite à flanc de montagne sous Auguste, entaillée sur plusieurs sections ; la route était parfois assise sur un mur de remblai. Elle prenait la direction du col de la Fare.

### Moyen Âge
Au Moyen Âge, les évêques de Riez sont seigneurs du lieu. La communauté est alors appelée Sancta Crux de Salleta en référence à la commune voisine des Salles. La paroisse relevait de l'abbaye Saint-Victor de Marseille qui nommait le prêtre et percevait les redevances attachées à l’église. L’évêque de Riez était seigneur laïc de Sainte-Croix : le fief, une partie des terres et le village lui appartenaient. La communauté relevait de la viguerie de Moustiers.

### Temps modernes
Au cours des XVIIe et XVIIIe siècles, la famille de Forbin est la famille seigneuriale de Sainte Croix. Une branche de ce nom, les Forbin-Sainte Croix, a existé avant la Révolution.

### Révolution française et Empire
Durant la Révolution, la commune compte une société patriotique, créée après la fin de 1792. Pour suivre le décret de la Convention du 25 vendémiaire an II (16 octobre 1793) invitant les communes ayant des noms pouvant rappeler les souvenirs de la royauté, de la féodalité ou des superstitions, à les remplacer par d'autres dénominations, la commune change de nom pour Montpeiret, ou Peiron-sans-Culottes, selon les sources.

### Époque contemporaine
Au moment du coup d’État du 2 décembre 1851, la commune se soulève pour défendre la République et c’est le curé Chassan qui mène les insurgés de la commune en direction de la préfecture. Après l’échec de l’insurrection, une sévère répression poursuit ceux qui se sont levés pour défendre la République : 9 habitants de Sainte-Croix sont traduits devant la commission mixte, la peine la plus courante étant la déportation en Algérie.
Comme de nombreuses communes du département, Sainte-Croix se dote d'une école bien avant les lois Jules Ferry : en 1863, elle en possède déjà une qui dispense une instruction primaire aux garçons, au chef-lieu. Aucune instruction n’est donnée aux filles : la loi Falloux (1851) n’impose l'ouverture d'une école de filles qu'aux communes de plus de 800 habitants. Si la première loi Duruy (1867) abaisse ce seuil à 500 habitants ne concerne pas Sainte-Croix, la commune décide néanmoins d’ouvrir une école de filles.
À la fin de la Seconde Guerre mondiale, le 11 août 1944, les Allemands attaquent un maquis de 150 hommes réfugiés à la ferme Bœuf. Neuf résistants y sont exécutés, puis dix à la ferme Les Fabres sur le plateau de Bel-Air. La commune est libérée le 18 août en fin de journée, lorsqu’une colonne de l'US Army traverse le village, en venant de Salernes via Bauduen et se dirigeant vers Riez. Cette colonne progresse sans rencontrer de résistance, et arrive à Riez dans la nuit.
Jusqu’au milieu du XXe siècle, la vigne était cultivée à Sainte-Croix. Le vin produit, de qualité médiocre, était destiné à l'autoconsommation. Cette culture est aujourd'hui abandonnée.
Une retenue d'eau sur le Verdon a été envisagée dès 1908. et concédé à la société Scheider dans l'entre-deux-guerres.. Le projet est relancé à partir de 1962, et le barrage est mis en eau en 1973, formant le lac de Sainte-Croix. La commune a alors perdu 627 des 1 997 hectares qu'elle comptait auparavant.

## Politique et administration

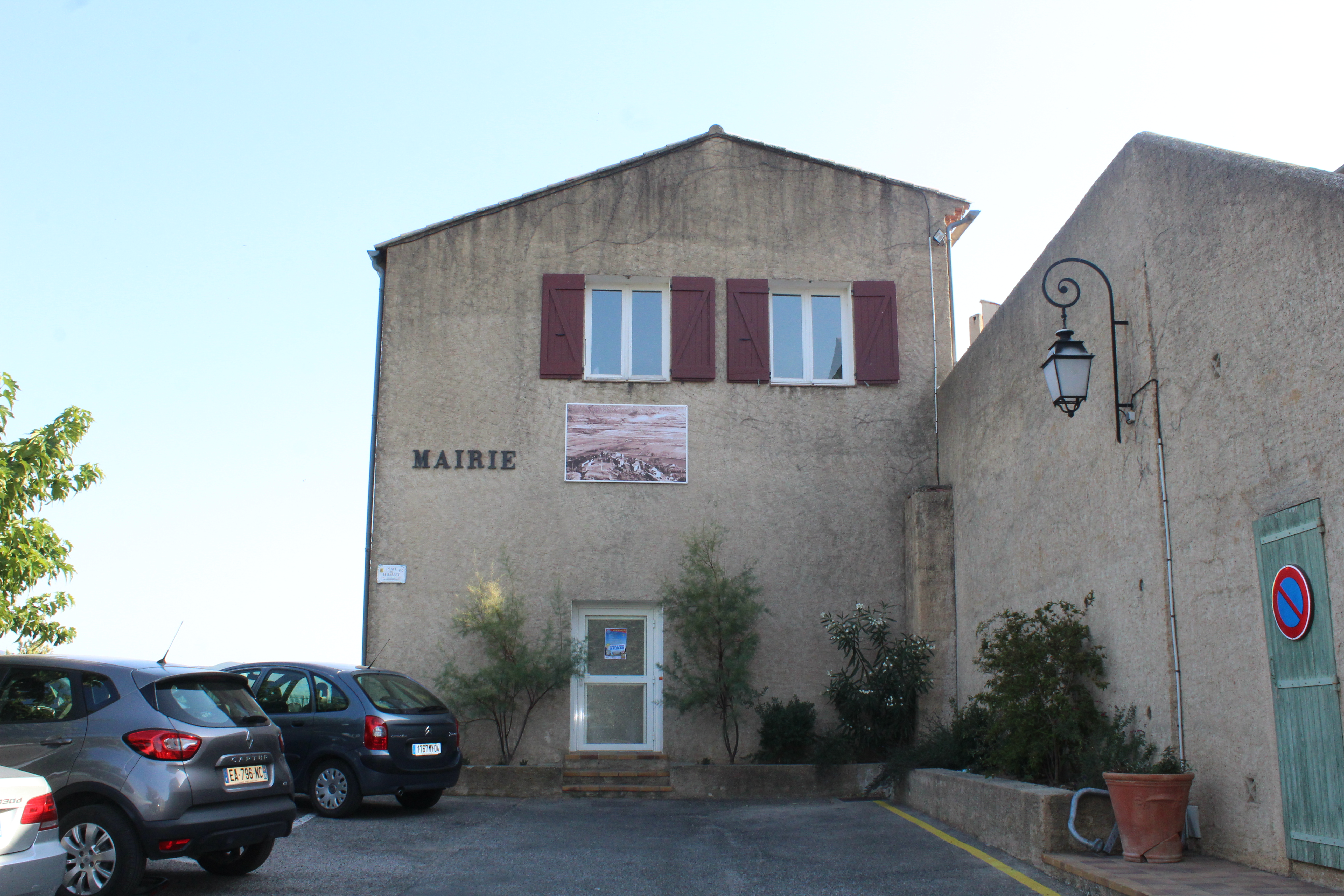
La mairie.

### Rattachements administratifs et électoraux

#### Rattachements administratifs
La commune se trouve dans l'arrondissement de Digne-les-Bains du département des Alpes-de-Haute-Provence.
Elle faisait partie depuis 1801 du canton de Riez. Dans le cadre du redécoupage cantonal de 2014 en France, cette circonscription administrative territoriale a disparu, et le canton n'est plus qu'une circonscription électorale.

#### Rattachements électoraux
Pour les élections départementales, la commune fait partie depuis 2014 du canton de Valensole
Pour l'élection des députés, elle fait partie de la première circonscription des Alpes-de-Haute-Provence.

### Intercommunalité
Sainte-Croix-du-Verdon était, en 2011, l'une des treize communes du département à n'être rattachée à aucun établissement public de coopération intercommunale (EPCI) à fiscalité propre.
À la suite de la publication du schéma départemental de coopération intercommunale de 2011 établi par la préfecture, prévoyant « la couverture intégrale du territoire par des EPCI à fiscalité propre », la commune est intégrée depuis 2013 de la communauté de communes Asse Bléone Verdon créée à cette date par la fusion des communautés de communes des Trois Vallées et de l'Asse et de ses Affluents
Dans le cadre des dispositions de la loi portant nouvelle organisation territoriale de la République du 7 août 2015, qui prévoit que les établissements publics de coopération intercommunale (EPCI) à fiscalité propre doivent avoir un minimum de 15 000 habitants, cette intercommunalité a fusionné avec ses voisines pour former, le 1er janvier 2017, la communauté d'agglomération dénommée Provence-Alpes Agglomération.
Insatisfaite de ce rattachement et souhaitant intégrer Durance-Luberon-Verdon Agglomération, la commune a tenté sans succès en 2019 de quitter Provence-Alpes Agglomération dont elle est restée membre.

### Liste des maires
| Période                                  | Période                        | Identité           | Étiquette | Qualité                                                          |
| ---------------------------------------- | ------------------------------ | ------------------ | --------- | ---------------------------------------------------------------- |
| Les données manquantes sont à compléter. |                                |                    |           |                                                                  |
| mai 1945                                 |                                | Robert Rouvier     |           |                                                                  |
|                                          |                                |                    |           |                                                                  |
| avant 2005                               | novembre 2006                  | Émile Rouvier      |           |                                                                  |
| novembre 2006                            | mars 2008                      | Jean-Marie Bourjac |           |                                                                  |
| mars 2008                                | février 2011                   | Jean-Marie Fouque  |           | Mandat écourté par la démission du maire et du conseil municipal |
| mars 2011,                               | juin 2023                      | Jean-Marie Bourjac | DVG       | Retraité Mort en fonction                                        |
| septembre 2023                           | En cours (au 30 novembre 2023) | Bruno Bourjac      |           | Enseignant, fils de Jean-Marie Bourgeac                          |

## Population et société
Le nom de ses habitants est Saint-Cruxiens.

### Démographie
L'évolution du nombre d'habitants est connue à travers les recensements de la population effectués dans la commune depuis 1765. Pour les communes de moins de 10 000 habitants, une enquête de recensement portant sur toute la population est réalisée tous les cinq ans, les populations de référence des années intermédiaires étant quant à elles estimées par interpolation ou extrapolation. Pour la commune, le premier recensement exhaustif entrant dans le cadre du nouveau dispositif a été réalisé en 2004.

En 2022, la commune comptait 115 habitants, en évolution de −3,36 % par rapport à 2016 (Alpes-de-Haute-Provence : +2,84 %, France hors Mayotte : +2,11 %).
| 1765 | 1793 | 1800 | 1806 | 1821 | 1831 | 1836 | 1841 | 1846 |
| ---- | ---- | ---- | ---- | ---- | ---- | ---- | ---- | ---- |
| 333  | 388  | 417  | 422  | 482  | 521  | 496  | 472  | 486  |

| 1851 | 1856 | 1861 | 1866 | 1872 | 1876 | 1881 | 1886 | 1891 |
| ---- | ---- | ---- | ---- | ---- | ---- | ---- | ---- | ---- |
| 456  | 483  | 469  | 465  | 414  | 387  | 411  | 366  | 359  |

| 1896 | 1901 | 1906 | 1911 | 1921 | 1926 | 1931 | 1936 | 1946 |
| ---- | ---- | ---- | ---- | ---- | ---- | ---- | ---- | ---- |
| 311  | 256  | 253  | 260  | 208  | 192  | 161  | 158  | 124  |

| 1954 | 1962 | 1968 | 1975 | 1982 | 1990 | 1999 | 2004 | 2006 |
| ---- | ---- | ---- | ---- | ---- | ---- | ---- | ---- | ---- |
| 126  | 106  | 107  | 61   | 77   | 87   | 102  | 138  | 149  |

| 2009 | 2014 | 2019 | 2022 | - | - | - | - | - |
| ---- | ---- | ---- | ---- | - | - | - | - | - |
| 124  | 121  | 119  | 115  | - | - | - | - | - |

| 1315    | 1471    |
| ------- | ------- |
| 61 feux | 25 feux |

L’histoire démographique de Sainte-Croix-du-Verdon, après la saignée des XIVe et XVe siècles et le long mouvement de croissance jusqu’au début du XIXe siècle, est marquée par une période d’« étale » où la population reste relativement stable à un niveau élevé. Cette période dure de 1821 à 1866. L’exode rural provoque ensuite un mouvement de recul démographique de longue durée. En 1911, la commune a perdu plus de la moitié de sa population par rapport au maximum historique de 1831. Le mouvement de baisse ne s'interrompt définitivement que dans les années 1970. Depuis, la population de la commune a doublé.

## Économie

### Agriculture
La culture de l’olivier est pratiquée dans la commune depuis des siècles, tout en étant limitée à des surfaces restreintes. Le terroir de la commune se situe en effet à la limite altitudinale de l’arbre, qui ne peut que difficilement être exploité au-delà des 650 mètres. Actuellement, l’oliveraie communale compte moins de 1000 pieds.

## Culture locale et patrimoine

### Lieux et monuments

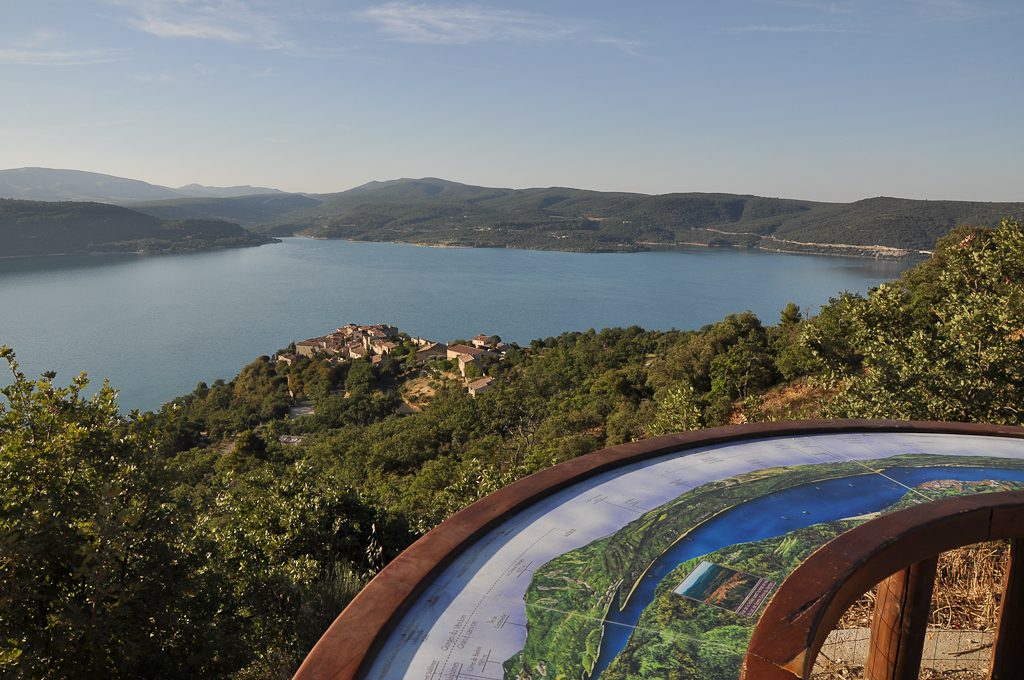
Point de vue sur Sainte-Croix et son lac.

- Le lac de Sainte-Croix et le barrage de Sainte-Croix.
- Le château appartenant aux évêques de Riez, en ruines, était orné de gypseries[69].
- L'église paroissiale, placée sous le vocable de la Sainte-Croix, est construite au XVIe siècle. Les deux cloches de l'église sont respectivement de 1561 et 1619[70]. Les importants travaux de restauration de 1834 n’ont rien laissé d’apparent de cette époque[71].
- Fontaine, initialement édifiée en 1826 à la maison de maître de la Campagne Sarraire et vendue avant la mise en eau du barrage, puis rachetée par la municipalité et réinstallée sur la placette Jean-Marie Bourjac, face à l'école[62]

La commune est traversée par le Sentier de grande randonnée GR4, les sentiers de grande randonnée de pays GRP du Tour des balcons du Verdon et plateau de Valensole et le GRP du Tour du Lac de Sainte-Croix.

Ruelles du village au bord du lac de Sainte-Croix
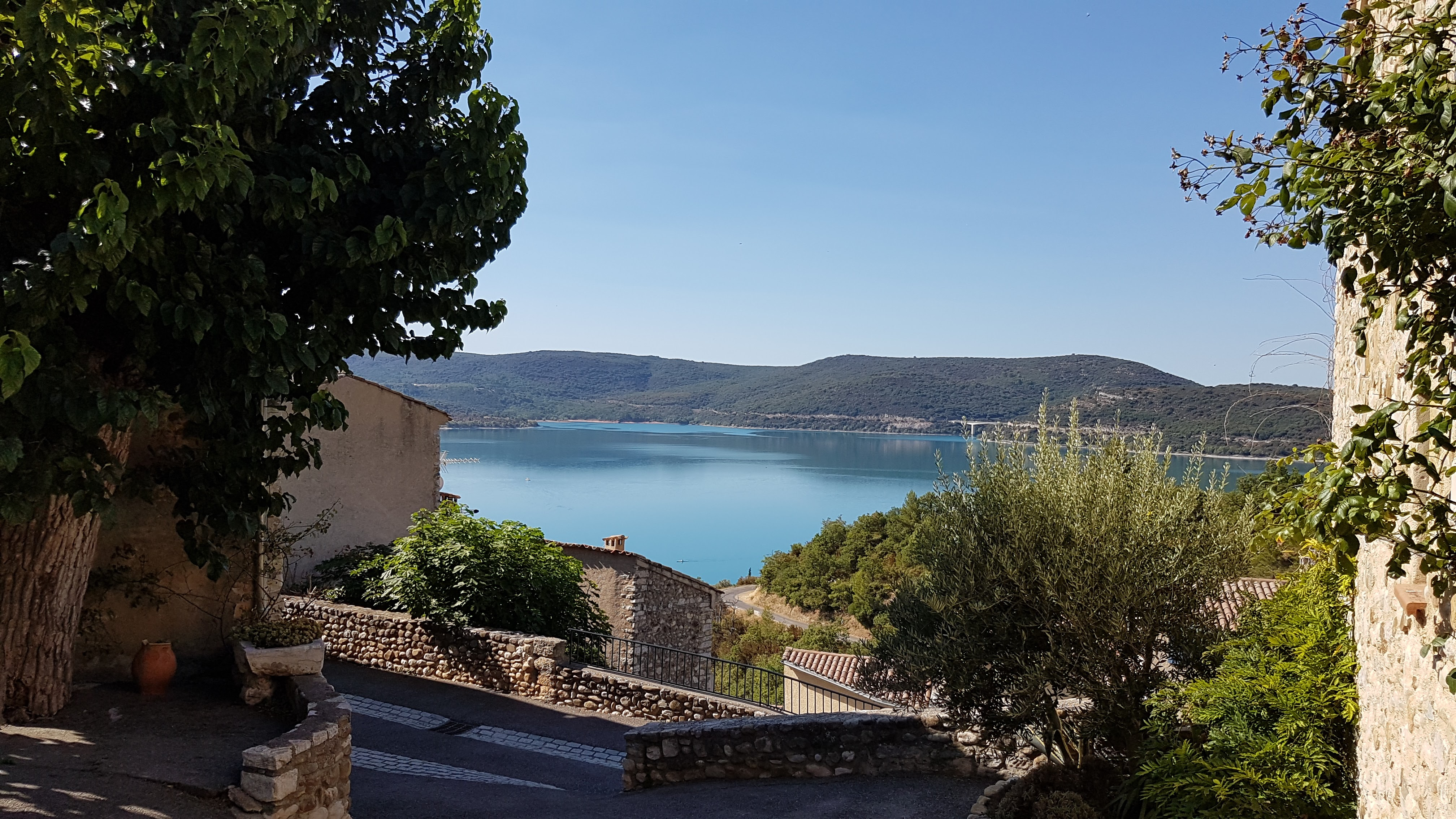
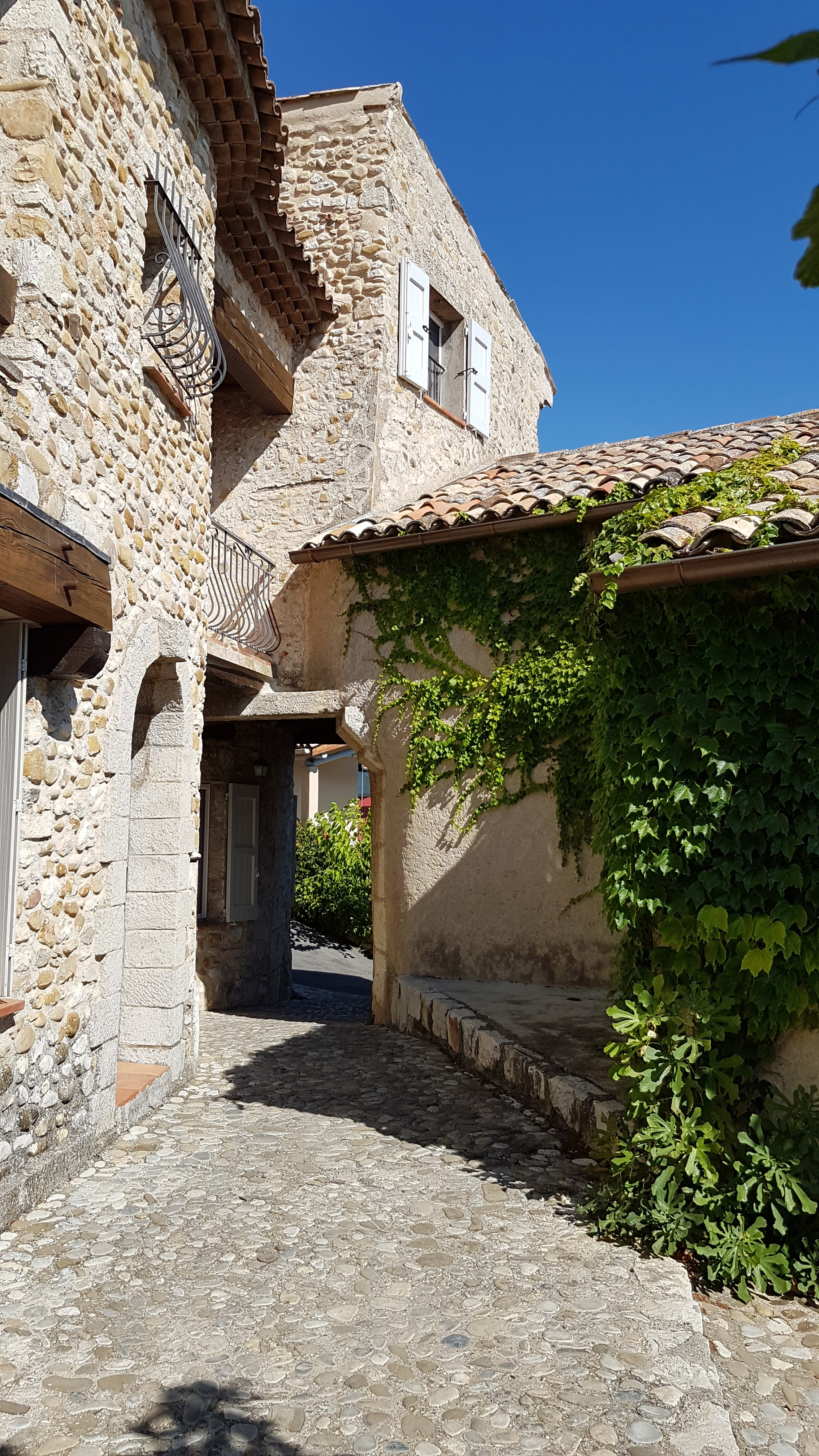
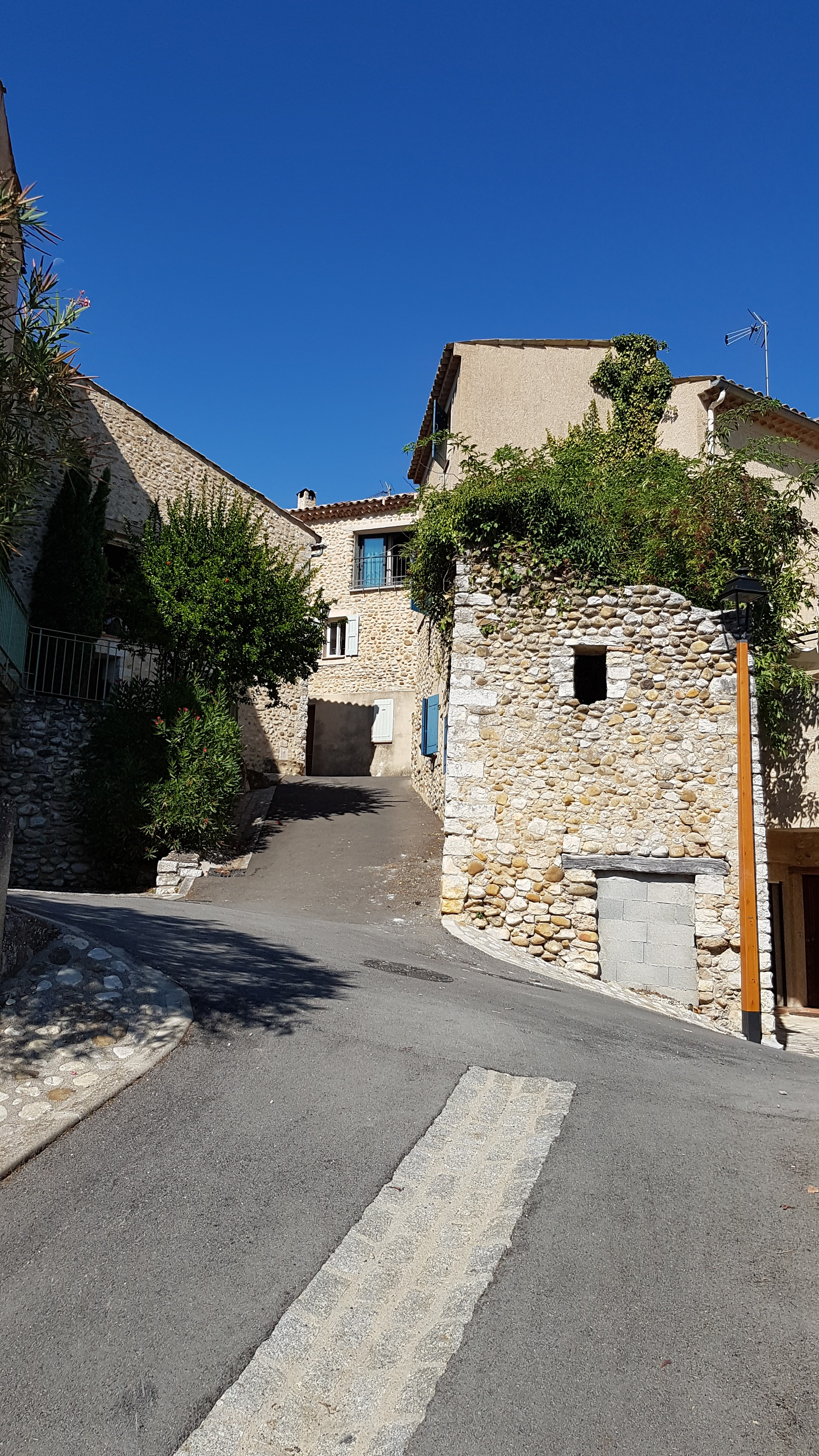
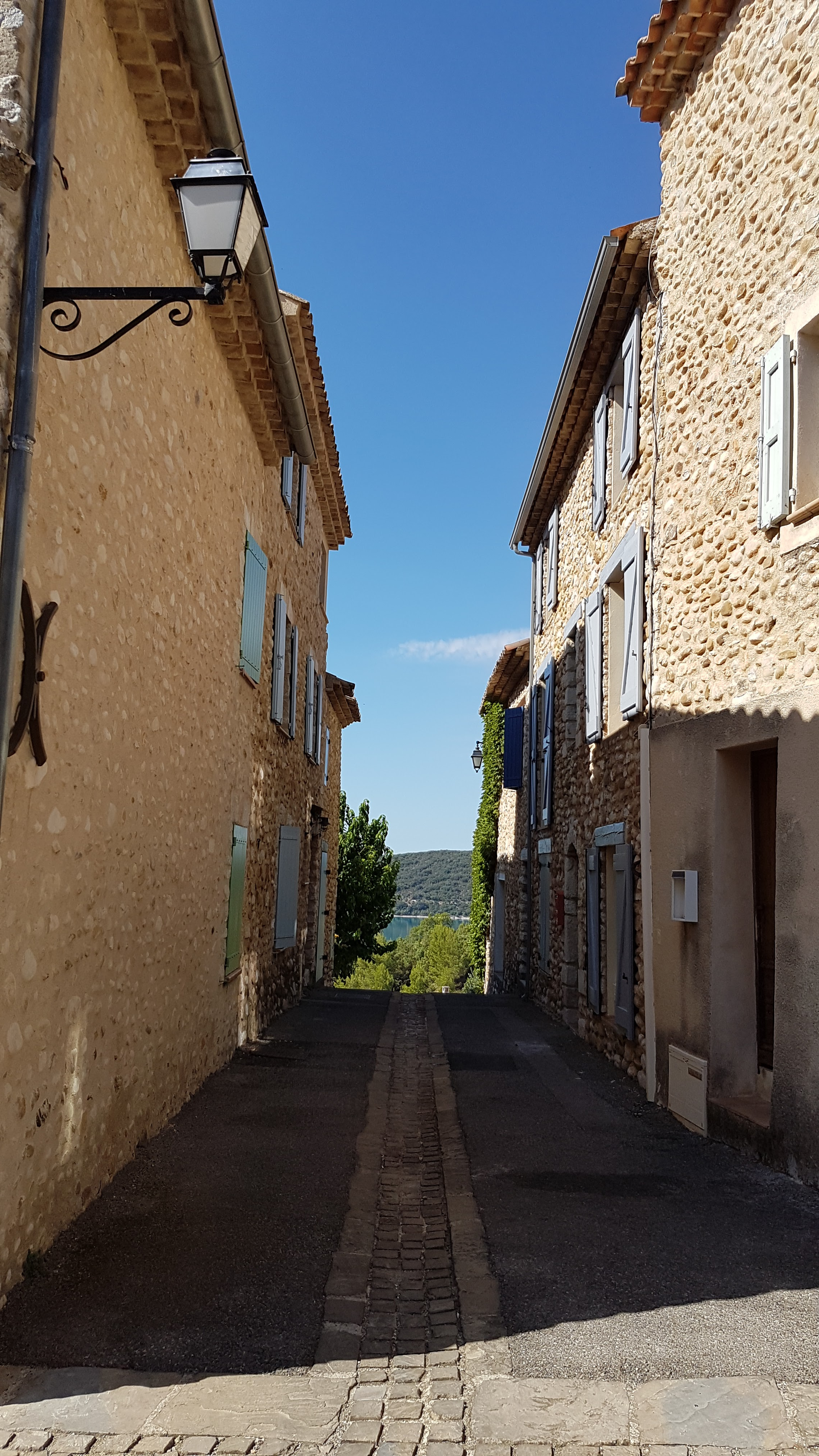

### Sainte-Croix-du-Verdon dans les arts et la culture
En 1957 puis en 1973, soit à 16 années d'intervalle, la télévision va s'intéresser à la vie des habitants de Sainte-Croix-du-Verdon, dans deux documentaires respectivement produits par la Radiodiffusion Télévision Française et par l'Office national de radiodiffusion télévision française.
Le premier documentaire, diffusé en 1957, s'intitule Sainte-Croix du Verdon. Il s'agit d'un épisode de la série À la découverte des Français produite par Jean-Claude Bergeret et diffusée entre 1957 et 1974. Réalisé par Jacques Krier et Roger Benamou, ce documentaire met en lumière la rudesse de la vie des villageois, confrontés à l'exode rural et au projet de construction du barrage de Sainte-Croix.
Le second documentaire, diffusé en 1973, toujours dans la série À la découverte des Français, redonne la parole aux participants du premier documentaire. Certains ont choisi de s'établir loin de Sainte-Croix-du-Verdon et témoignent de leurs choix professionnels, d'autres ont choisi de rester, malgré les incertitudes liées à la mise en service du barrage, alors en cours de construction. Ces derniers évoquent les indemnisations accordées par EDF, jugées insuffisantes pour reconstituer les exploitations agricoles promises à la submersion. Rares sont ceux qui ont choisi de résister et refusent encore de conclure un accord avec l'entreprise nationale. Paradoxalement, le village reprend vie, des maisons ont été restaurés et de nouveaux habitants sont venus s'installer.

## Personnalités liées à la commune

### Héraldique
| Blason de Sainte-Croix-du-Verdon | Blason  | D'argent à une croix potencée de gueules cantonnée de quatre croisettes du même (croix de Jérusalem),. |
| Blason de Sainte-Croix-du-Verdon | Détails | Armes parlantes. Le statut officiel du blason reste à déterminer.                                      |

## Pour approfondir